# Passaggio del mar Rosso

Attraversamento del mar Rosso di Nicolas Poussin

Il passaggio del mar Rosso è un passo della narrazione biblica che racconta come gli israeliti guidati da Mosè riuscirono a fuggire dagli egiziani che li inseguivano, secondo il Libro dell'Esodo 13:17-14:29. Questa storia viene anche citata nel Corano, nella Sura 26: Al-Shu'ara' (I Poeti), versetti 60-67. Segna il punto in Esodo in cui gli Israeliti lasciarono l'Egitto ed iniziarono le loro peregrinazioni nel deserto.
Gli israeliti in un primo momento erano schiavi agli egiziani e in seguito Mosè venne scelto per liberarli dalla schiavitù. Gli egiziani dovettero subire dieci piaghe prima che il Faraone decidesse di liberare gli israeliti – dopodiché avvenne il passaggio del mar Rosso. Mosè stese il suo bastone e il mar Rosso venne separato in due parti da Dio. Gli israeliti camminarono sulla terra asciutta e attraversarono il mare. Dietro di loro stava venendo l'esercito egiziano in inseguimento. Mosè allora agitò il suo bastone e il mare ritornò normale, sommergendo ed annegando tutto l'esercito egiziano.

## Narrazione biblica

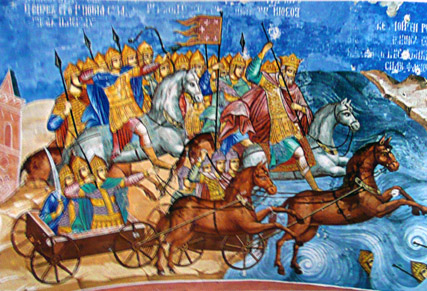
Il passaggio del mar Rosso, affresco degli anni 1640 a Jaroslavl', in Russia

Dio sceglie Mosè per condurre i Figli di Israele fuori dall'Egitto, liberandoli dalla schiavitù per portarli nella terra di Canaan, che Dio ha promesso loro. Il faraone egiziano in un primo tempo è d'accordo e acconsente alla loro partenza, e gli ebrei viaggiano quindi da Pi-Ramses a Sukkot e poi a Etham, ai confini col deserto, guidati da una colonna di "nube" di giorno ed una colonna di "fuoco" di notte (Esodo 13:20-22). Lì Dio dice a Mosè di tornare indietro e accamparsi vicino al mare, a Pi-hahiroth, tra Migdol e il mar Rosso, direttamente di fronte a Baal-Zephon.

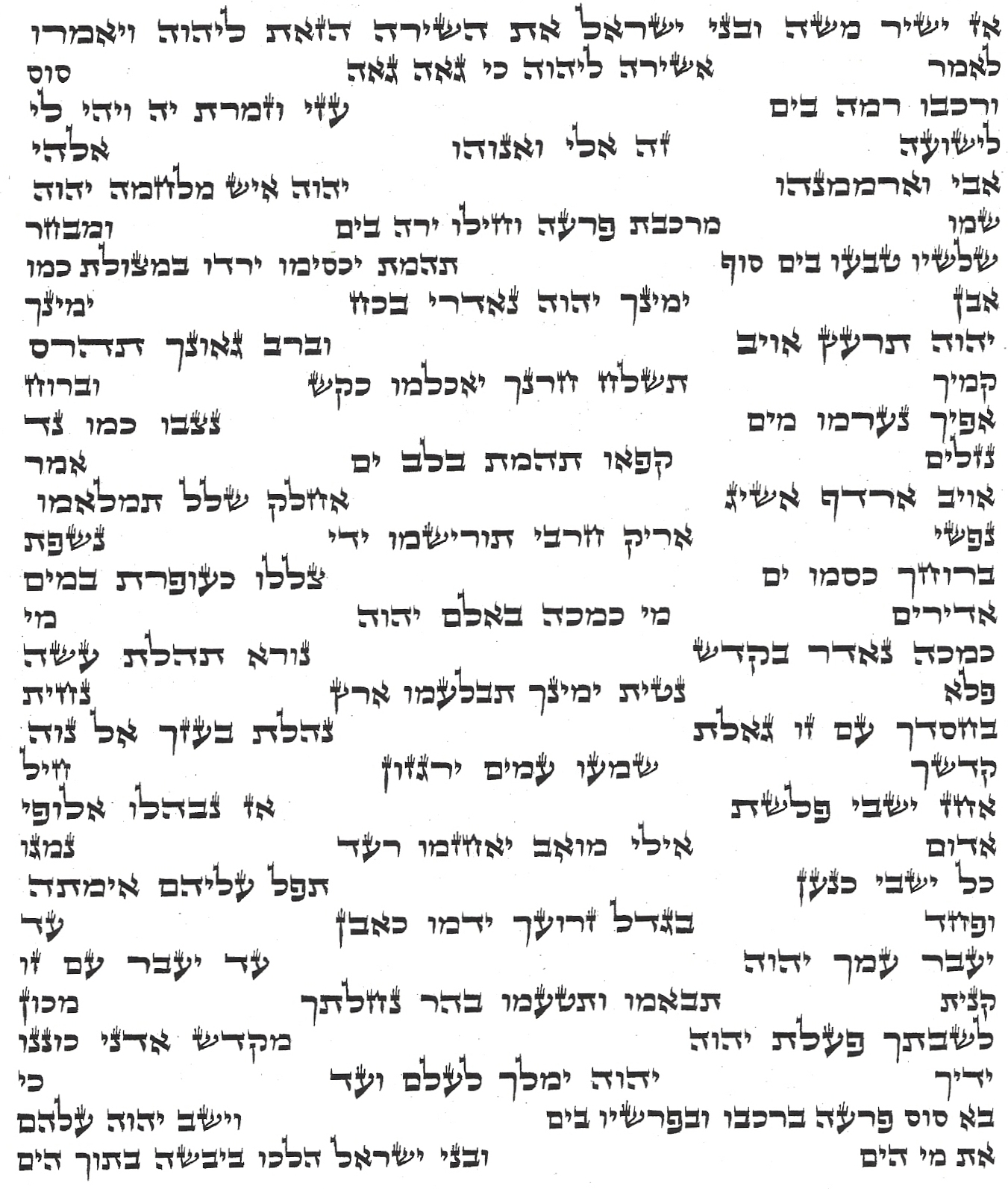
La Canzone del Mare, dal Sefer Torah

Tuttavia Dio fa sì che il faraone perseguiti ed insegua gli israeliti con i carri e li sorpassi a Pi-Achirot. Quando gli Israeliti vedono l'esercito egiziano hanno paura, ma la colonna di fuoco e la nube separa gli sraeliti e gli egiziani. Dio comanda a Mosè di alzare il suo bastone verso l'acqua e per tutta la notte un forte vento orientale divide il mare e gli israeliti lo attraversano, con un muro d'acqua su entrambi i lati. Gli egiziani li inseguono, ma all'alba Dio blocca le ruote dei loro carri e li getta nel panico, e con il riversamento dell'acqua il faraone e tutto il suo esercito vengono sommersi e distrutti (cfr. Salmi 136:15). Quando gli israeliti vedono la potenza del Signore, ripongono la loro fede in Dio e in Mosè, e cantano un canto di lode al Signore per la traversata del mare e la distruzione dei loro nemici (in Esodo 15 è chiamata Canzone del Mare).
La narrazione contiene almeno tre se non quattro livelli compositivi. Nel primo livello (il più antico), il Signore soffia e fa ritirare il mare con un forte vento d'oriente, permettendo agli israeliti di passare sulla terra ferma; nel secondo, Mosè stende la mano e divide le acque in due pareti solide; nel terzo, YHWH blocca le ruote dei carri degli egiziani, che fuggono (in questa versione gli egiziani non entrano nemmeno in acqua); nel quarto, la Canzone del Mare, il Signore getta gli egiziani nel "tehomat", il mitico abisso.
Nel 2014 una squadra di archeologi guidati dal professore egiziano Mohamed Abdel-Kader della facoltà di archeologia dell’Università del Cairo, ha ritrovato immergendosi nelle acque del Mar Rosso, sul Golfo di Suez ad una distanza di 1,5 chilometri dalla spiaggia, oltre 400 oggetti diversi, tra cui; armi, armature e due navi da guerra su una superficie di 200 metri quadri, databili al XIV secolo a.C. ovvero durante il regno del faraone Akhenaton.

## Esegesi ebraica
- Invero si formarono tantissimi "cunicoli" entro cui, attraverso il mare, essi passarono.
- In tutto il mondo, anche in altre Terre presso altre Nazioni, vi fu tale miracolo come testimonianza, persino nei canali per esempio; ... e questo nel medesimo momento.
- Secondo i commentatori ebrei fu un momento in cui prevalse l'azione e non la preghiera.
- Tra i primi entrarono nelle acque del mare qui citato e le acque si aprirono con un vento "portato" da Dio con "gli abissi" che si solidificarono.
- In alcuni testi della Bibbia ebraica sono riportate fotografie di carri per cavalli: essi risalgono probabilmente all'Antico Egitto.[9]

## Luogo dell'attraversamento

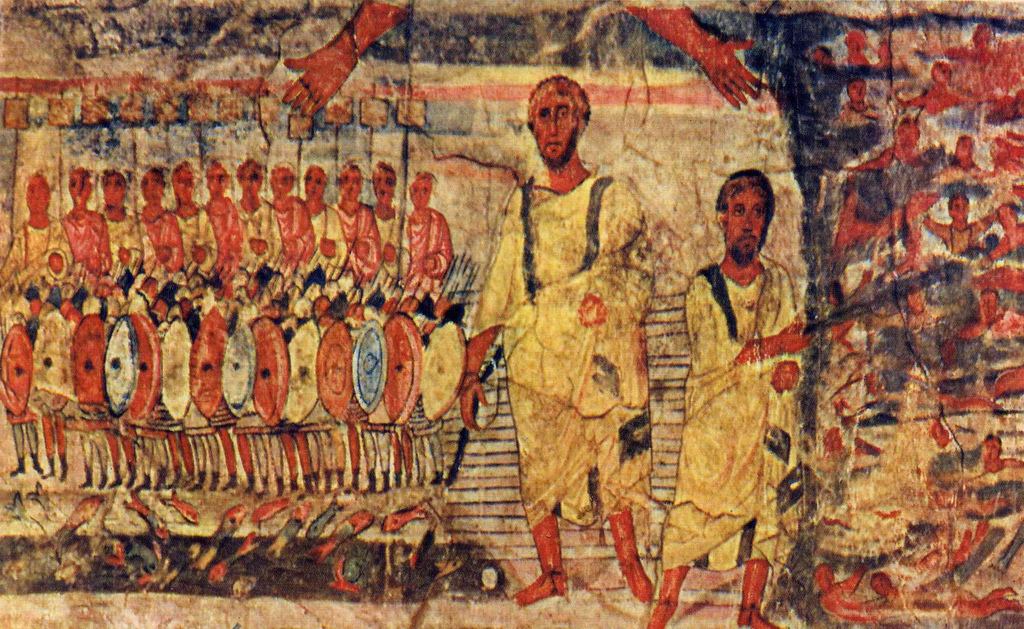
Passaggio del mar Rosso, affresco della Sinagoga di Dura Europos, III secolo

Il primo viaggio degli israeliti avviene da Ramses a Succot. Ramses è generalmente identificata con la moderna Qantir, sito della capitale Per-Ramses della XIX dinastia egizia, e Succot con Tel el-Maskhuta nel Wadi Tumilat, la Terra di Goscen biblica. Da Succot gli israeliti si diressero verso Etham "ai limiti del deserto", poi tornarono indietro a Pi-hahiroth, posta tra Migdoled il mar Rosso e direttamente davanti a Baal Zephon. Nessuna di queste città è stata identificata con certezza. Una teoria molto seguita è che si riferiscano collettivamente alla regione del Lago Timsah, un lago salato al nord del Golfo di Suez e il maggior bacino d'acqua nelle vicinanze dopo Wadi Tumilat.
Il lago Timsah si collegava a Pitom in Gesem varie volte con un canale ed un testo del tardo I millennio cita Migdol Baal Zephon come forte del canale.
Il termine ebraico del luogo dell'attraversamento è "Yam Suph". Sebbene tradizionalmente si sia creduto che si riferisse all'insenatura di acqua salata posta tra l'Africa e la Penisola araba, nota in italiano col nome di mar Rosso, questa è una traduzione errata tratta dal Septuaginta greco, e l'ebraico suph non significa mai "rosso" ma piuttosto "giunchi". (Sebbene ciò non sia pertinente all'identificazione del bacino d'acqua, suph si equivoca con l'ebraico suphah ("tempesta") e soph ("fine"), che si riferiscono agli eventi di Esodo).
È opinione generale degli studiosi che la storia dell'Esodo combini una quantità di tradizioni, una al "Mare dei Giunchi" (il lago Timsah, con gli egiziani sconfitti quando le ruote dei loro carri si arrestano) e un'altra al molto più profondo mar Rosso, che permette di raccontare una storia molto più drammatica.
Giunchi tolleranti dell'acqua salata crescono liberamente nella serie di laghi bassi che si estende da Suez verso il nord, nel Mediterraneo. Gli egittologi Kenneth Kitchen e James Hoffmeier affermano che questi laghi di canneti e le paludi lungo l'istmo di Suez sono posizioni accettabili per yam suf. L'antico yam suf non si limita al mar Rosso moderno. Hoffmeier equipara yam suf col termine egiziano pa-tjufy (scritto anche p3 twfy) del periodo ramesside, che si riferisce ai laghi nel delta orientale del Nilo. Descrive inoltre i riferimenti a p3 twfy nel contesto dell'Isola di Amun, che si pensa sia l'odierno Tell el-Balamun. Tell el-Balamun era la città più a nord dell'Egitto faraonico, posta a (31,2586 Nord, 31,5714 Est) circa 29 km sudovest di Damietta.

## Esegesi cristiana

### Chiesa cattolica
Il passaggio del Mar Rosso è interpretato come anticipazione del battesimo che, nei primi secoli, avveniva per immersione, a indicare la morte al peccato e la rinascita dell'uomo nuovo. Come gli Israeliti vengono liberati dalla schiavitù d'Egitto mediante il passaggio del Mar Rosso, così i cristiani vengono liberati dalla schiavitù del peccato mediante il sacramento battesimale.

## Lascito
Il tema di Mosè al passaggio del mar Rosso venne ripreso dai sicofanti di Costantino e applicato alla battaglia di Ponte Milvio (312). Tale tema fu molto in voga nel IV secolo, inciso sui sarcofaghi: per lo meno ventinove ne sono sopravvissuti intatti o in frammenti. Eusebio di Cesarea rappresentò Massenzio, annegato nel Tevere, nel ruolo del faraone, sia nel suo Storia ecclesiastica sia nella sua eulogia Vita di Costantino.